# Monte Röteck
Il Monte Röteck (in tedesco Röteck) è un monte dei monti di Fundres all'estremo nord della Val di Fundres ed a sud della Val di Vizze, alto 2930 metri. Situato a est della Cima Grava si può vedere a valle dall'Alta via di Fundres; a sud vi sono due laghetti, raggiungibili dall'alta via: il Weitenberger See ed il Grintler Bergl See; a ovest vi è il Passo Glienderscharte tra la Val di Fundres e la Val di Vizze ed il Monte Rotesbeil.